# Croce al merito civile del 1813/1814

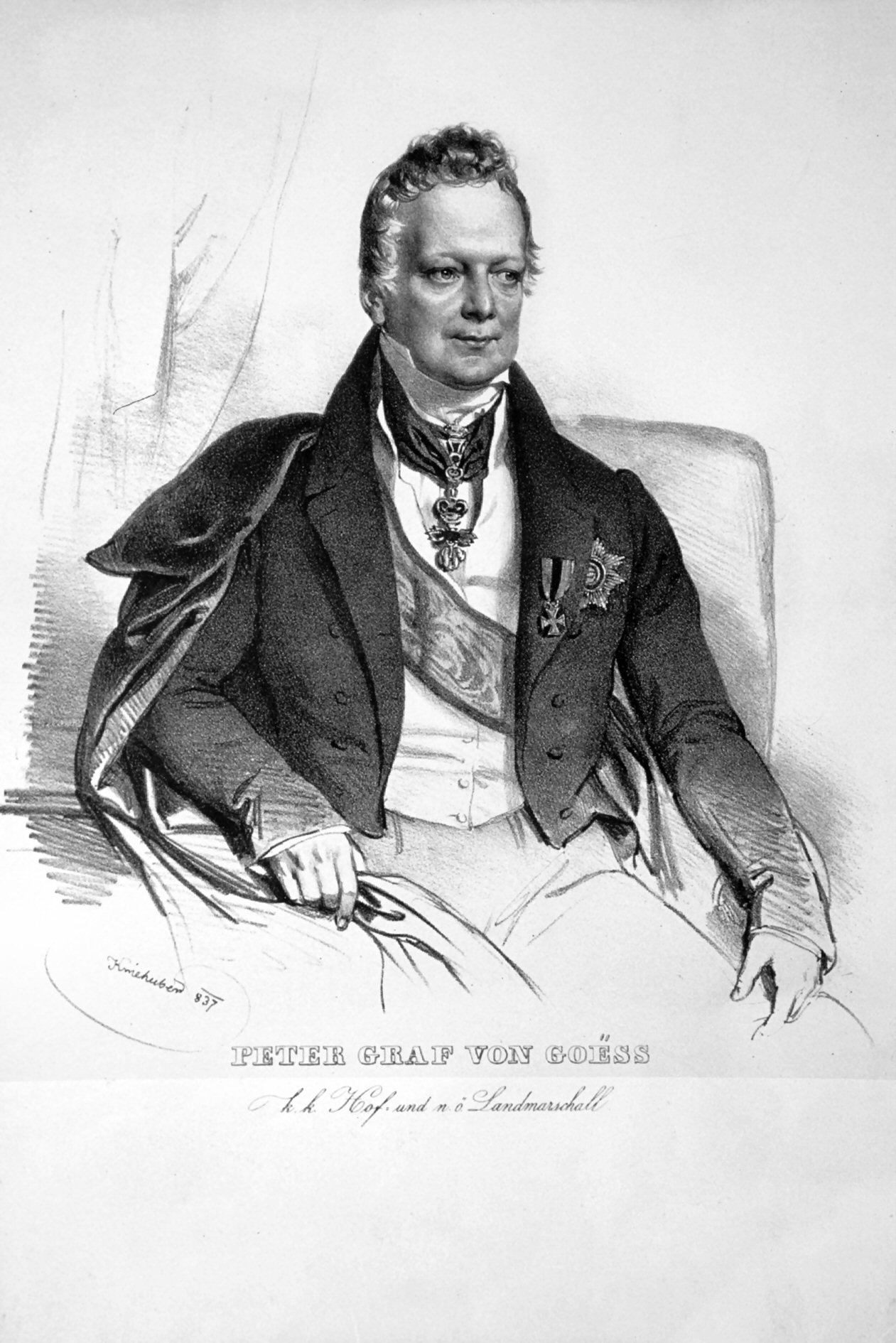
Il governatore Peter Goëss con appuntata al petto la croce al merito civile

La croce al merito civile del 1813/1814 fu una medaglia di benemerenza dell'Impero austriaco. Venne concessa il 13 maggio 1814 dall'imperatore Francesco I d'Austria assieme alla croce d'armata del 1813/1814, per ricompensare i civili che si fossero distinti nelle guerre napoleoniche.
La medaglia si suddivideva in due classi, oro ed argento, a seconda del merito e consisteva in una croce patente sulla quale si trova la scritta GRATI PRINCEPS ET PATRIA FRANC · IMP · August · (Il principe e la patria in gratitudine, Francesco Imperatore Augusto). Sul retro era visibile la scritta EUROPAE LIBERTATE ASSERTA MDCCCXIII/MDCCCXIV · (Libertà garantita all'Europa 1813/1814).
Il nastro era nero con una fascia gialla su ciascun lato.
Klemens von Metternich ottenne questa onorificenza per mano dell'Imperatore il 20 settembre 1814 in una speciale versione in oro.